# Вишгородська центральна районна лікарня
Комунальне некомерційне підприємство «Вишгородська центральна районна лікарня» Вишгородської міської ради — заклад охорони здоров'я першого рівня акредитації, що обслуговує місто Вишгород та Вишгородський район. 

## Будова лікарні
- терапевтичне відділення — розраховане на 80 ліжок, із них терапія — 30 ліжок, кардіологія — 30, неврологія — 20;
- хірургічне відділення — розраховане на 40 ліжок, 20 ліжок травматологічних і 5 ЛОР-ліжок. Також у відділенні є палати підвищеної комфортності;
- акушерсько-гінекологічне відділення — розраховане на 30 ліжок. Відділення має 14 палат, з яких 2 палати для вагітних жінок та 12 палат для сумісного перебування, також є одно- та двомісні палати;
- дитяче відділення;
- відділення анестезіології та інтенсивної терапії — відкрите 30 березня 1993 року, налічує 12 ліжок;
- рентгенологічне відділення;
- цілодобовий травматологічний пункт;
- поліклінічне відділення;
- діагностичне відділення;
- відділення екстреної (невідкладної) допомоги;
- кабінет "Довіри"